# 圣热尼 (上阿尔卑斯省)
圣热尼（法語：Saint-Genis）是法国上阿尔卑斯省的一个市镇，属于加镇区（Gap）塞尔雷县（Serres）。该市镇2009年时的人口为55人。

## 人口
圣热尼人口变化图示
| 数据来源：INSEE |